# 越秀街道
越秀街道，是中华人民共和国黑龙江省七台河市新兴区下辖的一个乡镇级行政单位。

## 行政区划
越秀街道下辖以下地区：
昌盛社区和福安社区。